# Ордынец, Александр Александрович
Александр Александрович Ордынец (27.08.1938 — 20.07.2009) — инженер Кишинёвского тракторного завода, известен изобретением Молдавской пирамидки.

## Биография
.
Из биографии известно, что у Александра Ордынца был сын Олег от первого брака. Когда сыну было 17 лет, Ордынец покинул первую семью и позднее женился повторно. Во втором браке в возрасте 49 лет у него родилась дочь Анастасия.  Несмотря на разрыв с матерью дочери, Ордынец поддерживал с ней тесную связь и  принимая активное участие в её воспитании. Позднее у него был ещё один семейный союз, однако детей от него не было.

## Молдавская пирамидка
Ордынец, будучи в поездке за границу, а именно в Венгрию, увидел кубик Рубика на выставке. После понимания механизма головоломки он решил создать свою. Приехав в Кишинёв, Александр начал чертить, а после вытачивать пирамидку (прототипы «Молдавской пирамидки» были сделаны из дерева, и все раздарены знакомым). На подаренных головоломках иногда можно было встретить подпись автора. Позднее, после подачи патента, игрушка была поставлена на поток. Согласно воспоминаниям сына изобретателя, «производитель (вот точно не помню, какой завод) напрочь отказывался учитывать автора изобретения, ссылаясь на всё, что угодно. Помню, отец тогда ходил расстроенный, даже отправлял письма (не знаю, в какие инстанции) с просьбой о зачислении всех причитающихся ему авторских в фонд мира)».

## Другие изобретения
Александр Александрович Ордынец успел создать энное количество головоломок, в которое входит:
- Магический октаэдр,  сделанный в 1982 году.
- Дино-кубик, сделанный в 1981 году.
- Тетраминкс, сделанный в 1985 году.
- Дуоминкс, сделанный в 1986 году.

В 1986-м году Александр Александрович участвовал в телепрограмме "Очевидное — невероятное", где продемонстрировал свои головоломки, включавшие в себя, помимо прочего, все 5 Платоновых тел.

## Общественное мнение
Существуют два мнения:
- Одно основывается на том, что Александр Александрович единственный человек, который изобрёл Пирамидку Мефферта. В подкрепление даются два патента: Патент Ордынца на пирамидку  и Патент Мефферта на пирамидку. По подаче патента видно, что дата у Александра Александровича раньше на 37 дней.
- Другое же мнение состоит в том, что Уве Мефферт создал Пирамидку независимо.